# داستان‌های زنانه
داستان‌های زنانه (انگلیسی: Women's Tales) یک مجموعه آنتولوژی فیلم کوتاه است که توسط برند مد میو میو ساخته شده است. به جز الزام استفاده از لباس‌های میو میو، کارگردانان زن این مجموعه در ساخت فیلم‌ها آزادی کامل دارند. میو میو از سال ۲۰۱۱، هر سال دو فیلم برای این مجموعه سفارش می‌دهد؛ یکی برای کالکشن تابستانه و دیگری برای کالکشن زمستانه.
از سال ۲۰۱۲، تمامی فیلم‌های مجموعه زمستانه برای نخستین بار در بخش «روزهای ونیز» از جشنواره بین‌المللی فیلم ونیز به نمایش درمی‌آیند. فیلم‌های مجموعه تابستانه نیز که معمولاً در هفته مد نیویورک در ماه فوریه برای نخستین بار نمایش داده می‌شوند، در این رویداد نیز به نمایش درمی‌آیند. میو میو به عنوان یک «شریک خلاق»، یعنی حامی مالی، از حامیان اصلی بخش «روزهای ونیز» به‌شمار می‌رود.